# 直良信夫

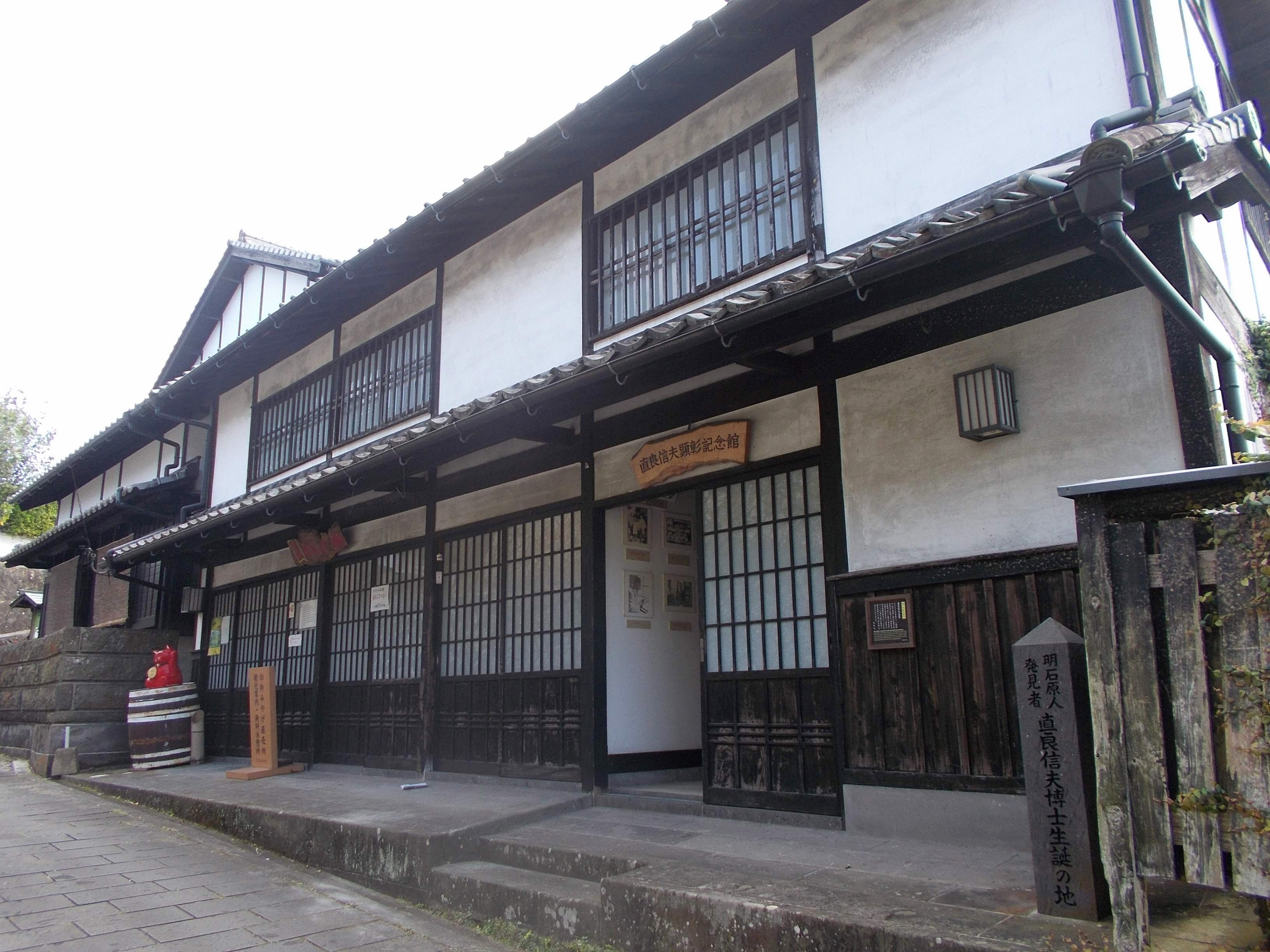
直良信夫顕彰記念館

直良 信夫（なおら のぶお、1902年1月1日（戸籍上の生年月日は1902年1月10日） - 1985年11月2日）は、日本の考古学者、動物考古学者、古生物学者、文学博士。
明石人、葛生人などの発見で知られる。また、従来の日本考古学では等閑に付されていた、遺跡から出土する骨や種子といった、動物植物の様々な遺骸を考古学的に研究し、過去の食物や環境復元を進めた。特に貝塚研究では先駆的業績をあげ、今日の動物考古学や環境考古学の礎（いしずえ）を築いた。明石市文化功労賞受賞。なお直良姓は婿養子として結婚後の姓であり、旧姓は村本。

## 生涯

### 生い立ち
1902年1月10日、大分県北海部郡臼杵町（現・臼杵市）に、8人姉弟の次男として生まれる。村本家は祖父の代まで臼杵藩の武士であったが、明治以降は没落し、父が沖仲仕をしながら母や姉弟が農作業で収入を助ける貧しい家であった。そんな中、信夫は野外にいることが多かったこともあり、生物に興味を持つ一方、祖父から源平合戦などの武者話を聞き続けることで、歴史にも興味を持ったという。
1914年、尋常小学校高等科1年を終えると、伯母の養子となった上で上京する。王子尋常小学校高等科2年に編入するが、2年生終了と当時に臼杵に戻る。この時期に、臼杵町立実科高等女学校（現・大分県立臼杵高等学校）に勤務していた直良 音（なおら おと）と出会うことになる。
1917年、再び上京して、鉄道院上野保線事務所の職員食堂で働きながら、早稲田大学工手学校夜間部で学ぶ。しかし、身体を壊したため、1918年に岩倉鉄道学校（現・岩倉高等学校）工業化学科夜間部へ通学する。1920年に同校を卒業し、農商務省臨時窒素研究所に勤務する。黒田修三の元でブッチャー氏式窒素固定法の研究に関わる。在勤中、喜田貞吉の影響で考古学に興味を持つようになり、いくつかの発掘調査に参加している。

### 明石原人の発見
しかし、体調を再び崩したため、1923年8月31日（関東大震災の前日）、夜汽車に乗って東京を離れる。そして臼杵へ帰省する途中、兵庫県立姫路高等女学校に転勤していた音と再会し、姫路での療養を勧められる。1925年、信夫が婿養子になる形で結婚。翌年から信夫の静養を兼ねて明石市に転居する。この明石滞在中の1931年4月18日、西八木海岸で旧石器時代のものと思われる化石人骨を発見した。同年、『人類学雑誌』に「播磨国西八木海岸洪積層中発見の人類遺品（一）・（二）」と題する論文とともに旧石器と旧象の写真、石器の出土した地点の層序ともに、伴出した植物化石についても報告している。
これに対して正面から否定し、石器は更新世以前の自然石であると反論したのは鳥居龍蔵である。しかし鳥居は石器の実物を見たわけではなく、学生だった樋口清之から聞いた印象のみで反論しており、後に芹沢長介が石器であると指摘している。この鳥居の否定により、直良は世間から嘲笑され、旧石器の研究から遠のいていったとされる。しかし実際には、1950年にも直良は栃木県安蘇郡葛生町にて発見した一群の化石骨を葛生原人（葛生人）として報告している。なお、この報告については、後年の調査によりクマ、トラ、サルの骨の誤認があった事、人骨と判定されたものも15世紀頃の骨であった事が判明しており、事実上、完全な誤りであった事が明らかとなっている。

### 再上京
1932年（昭和7年）には再び上京し、早稲田大学の徳永重康に師事し、古生物学の研究を行う。無報酬の私設助手であったが、徳永の厚意により、早稲田大学理工学部採鉱冶金学教室の図書係となる。徳永の死に伴って職を辞そうとするが、早稲田大学から慰留され、1945年（昭和20年）同大学講師に就任。同年、東京大空襲により、人骨化石をはじめとした資料を焼失する。1947年（昭和22年）長谷部言人が人骨化石の石膏型を検討し、ニッポナントロプス・ アカシエンシスと名付け、明石原人として知られるようになった。1957年（昭和32年）、「日本古代農業発達史」で文学博士号を取得。1960年（昭和35年）同大学教授に就任し、後進の指導に当たった。

### 晩年
1965年（昭和40年）、音の死去により音の姪 春江と再婚。1970年、前年に境港市の工事現場で発見された骨を後期旧石器時代の人骨（夜見ケ浜人）と鑑定（その後、直良が学術誌に発表せず、明確な結論が出ないまま骨はいったん行方不明となっていたが、2024年に再発見され、再鑑定にかけられている）。1972年（昭和47年）に早稲田大学を定年退職。この前後から神経性の睡眠不足による体調不良に見舞われ、睡眠薬「ネルボン」を酒で飲みながら寝るようになる。翌年には妻の郷里である島根県出雲市高松町に転居した。退職後も地元新聞『山陰中央新報』に週一回「科学随想」を連載（のちに書籍化、『山陰 風土と生活』 山陰中央新報社 1979年）するなど精力的に著作活動を続けたが、島根県立中央病院の精神科の診察を受けるなど体力の低下は著しく、1985年（昭和60年）に国立歴史民俗博物館が行なった西八木海岸の発掘調査にも参加はおろか見学もできない状態だった。同年11月1日、明石市文化功労章を受賞したが、授賞式には参加できずに長女の美恵子が出席。翌11月2日に死去した。享年83歳。

## エピソード
さまざまな動物を飼育しては観察を行っており、毎日記した観察記がそのまま単行本となったこともある。観察記録には自筆のペン画が添えられていたが、これは明石にいた頃に音の同僚の教師から借りた『哺乳動物化石のテキストブック』の挿絵をトレースして、独学で得たものであった。また、骨格標本も多く所有しており、自宅の廊下には大小さまざまな骨格標本が飾られていたが、そのため娘の美恵子は「化け物屋敷に住んでいる」とはやされていた。晩年の住まいであった出雲市の自宅にも、藤の木やオーストラリア産の松を新たに植え、裏の畑で野菜を作ることを楽しみにしていたという。
信夫の発見した明石人については、縄文時代以降の新人とする意見が大勢である。葛生人は、信夫の没後、松浦秀治によるフッ素年代測定法を用いた分析により、室町時代頃の中世の人骨であるとの結論が出された。
松本清張の短編小説「石の骨」の主人公「黒津」は、信夫をモデルにしたものとされる。松本は、森本六爾をモデルにした「風雪断碑」（後に「断碑」と改題され単行本に収録）を執筆する上で、森本と親交があった信夫を取材している。

## 家族
長女は、作家・翻訳家の直良三樹子（本名：升水 美恵子（ますみず みえこ）、旧姓；直良）。長男は、オーストラリア国立大学理学博士であり細胞核に含まれる極微量の核酸の光学的分析に関する研究に業績を持つ直良博人 (Professor Hiroto Naora (1927 – 2019))。孫は3人いたが、内孫はキャンベラで生まれ育ったため日本語が全く話せないことに、信夫は非常にショックを受けたという。

## 著書
- 国立情報学研究所収録著書 国立情報学研究所
- 直良信夫 播磨國西八木海岸洪積層中發見の人類遺品 [東京人類学会] 1931 https://ci.nii.ac.jp/ncid/BA48749354
- 徳永重康 and 直良信夫 滿洲帝國吉林省顧郷屯第一囘發掘物研究報文 第一次滿蒙學術調査研究團 1934 第一次滿蒙學術調査研究團報告 第2部第1編 https://ci.nii.ac.jp/ncid/BN1367807X
- 直良信夫 蝙蝠日記 甲鳥書林 1943 https://ci.nii.ac.jp/ncid/BA37246759
- 直良信夫 日本哺乳動物史 養徳社 1944 https://ci.nii.ac.jp/ncid/BN0143727X
- 直良信夫『日本産狼の研究』校倉書房、1965年。ISBN 4751703218。 NCID BN09623347。
- 直良信夫 著、春成秀爾 編『日本および東アジアの化石鹿』直良信夫論文集刊行会、1997年11月2日。

## 論文
- 国立情報学研究所収録論文 国立情報学研究所

## 監修
- 『人類の誕生』（小学館小学四年生1970年5月号附録）[7]
- 『サルから人間へ』（小学館小学四年生1972年4月号附録）[8]

## 直良信夫を題材とする作品
- 『石の狩人（日本はみだし人物列伝(2)）』（作画：真崎守、原作：平見修二）- 学習研究社5年の科学1972年8月号-9月号（同タイトル1972年7月号掲載分は相沢忠洋を採り上げている）[9]
- 『幻の骨 〜日本人のルーツを探る〜』（2025年6月3日、NHK）[10]